# Palazzo Bardi Guicciardini

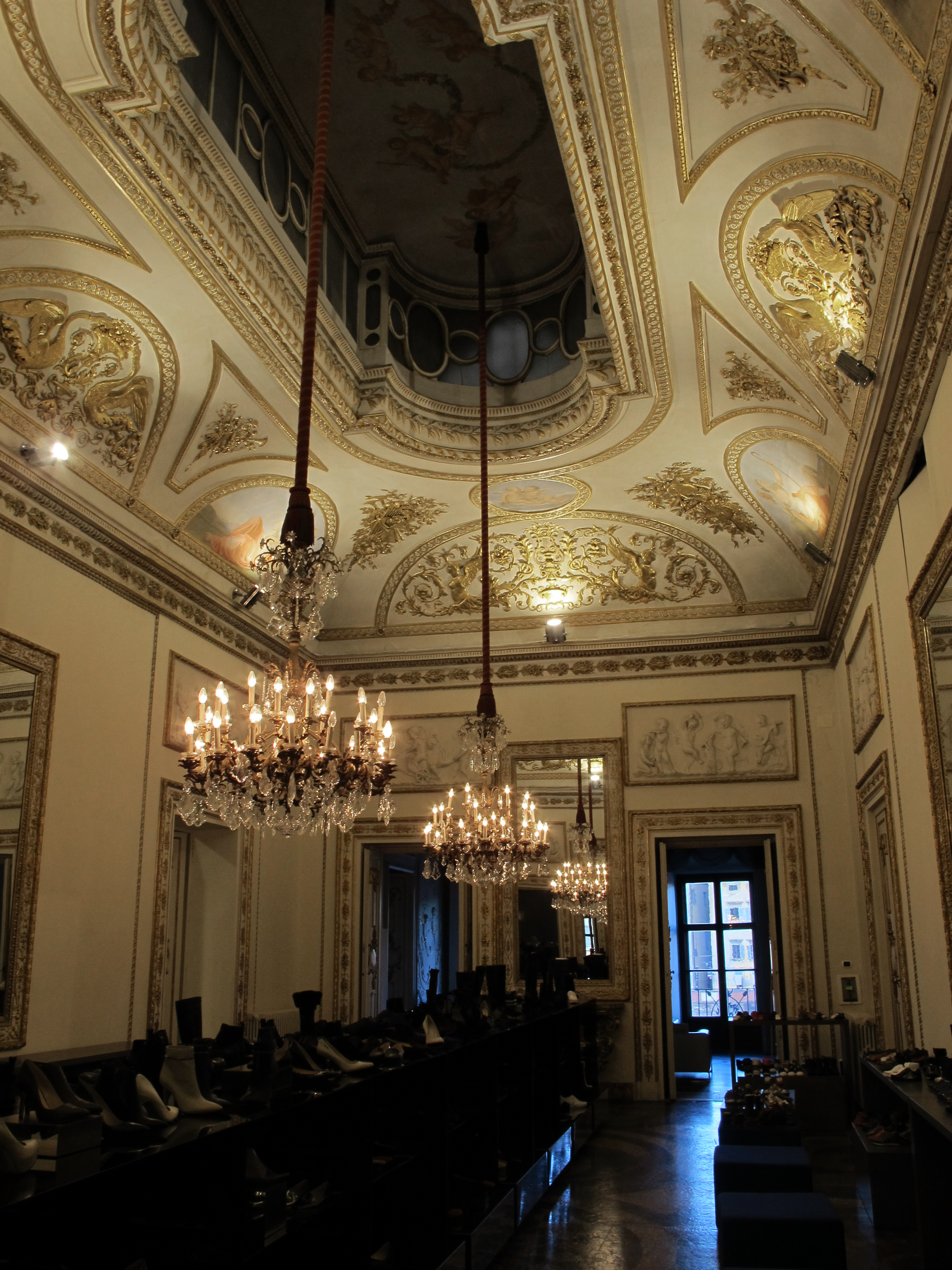
Il salone del Poggi

Palazzo Bardi-Guicciardini è un palazzo storico del centro di Firenze, zona Oltrarno, con l'ingresso antico su via Santo Spirito 14 e quello "moderno" sul lungarno Guicciardini 7. Il palazzo appare nell'elenco redatto nel 1901 dalla Direzione Generale delle Antichità e Belle Arti, quale edificio monumentale da considerare patrimonio artistico nazionale. 

## Storia e descrizione
In origine alcune case in questo sito appartenevano alla famiglia Capponi, che furono confiscate dai Medici dopo la seconda congiura dei Pucci del 1575, che vedeva tra i responsabili Roberto Capponi. La proprietà fu quindi data un anno dopo a un fedele della causa medicea, Pandolfo de' Bardi di Vernio, che con l'occasione trasformò il complesso in un grande palazzo, rivolto verso via Santo Spirito, mentre verso il lungarno si estendevano orti e rimesse. A quei lavori dovettero risalire una serie di stanze affrescate al piano terra, tra cui una con soffitto con grottesche, una Personificazione della famiglia Bardi e una serie di lunette con la storia familiare attraverso i suoi rappresentanti più significativi, opera della scuola di Bernardino Poccetti, con ampio contributo del pittore Michelangelo Cinganelli. Un diverso rapporto con il fiume è già ben documentato dall'incisione di Giuseppe Zocchi che, per quanto riguarda questo edificio, documenta la presenza di un fronte a tre assi aperto alla luce del lungarno, a indicare un importante intervento di ampliamento e rifacimento della fabbrica che Leonardo Ginori Lisci ipoteticamente mette in relazione con il matrimonio di Carlo de' Bardi con Margherita Malaspina del 1742. 
La famiglia Bardi tenne il palazzo fino all'estinzione nel 1810, quando morì l'ultimo conte Pier Maria e i beni passarono in via ereditaria alla famiglia Guicciardini, al ramo detto poi "del Lungarno". Sul fronte che guarda al lungarno è infatti uno scudo con l'arme dei Guicciardini (qui senza smalti, a tre corni di caccia, ordinati l'uno sull'altro). 
In quel periodo Ferdinando Guicciardini fece ampliare la facciata sul lungarno raddoppiandone la lunghezza, da tre a sei assi. Pochi decenni dopo, suo figlio Carlo incaricò Giuseppe Poggi di ristrutturare completamente il palazzo a partire dal 1840. L'ingresso principale venne così spostato sul Lungarno e la facciata ingrandita ulteriormente (a sette assi), con l'aggiunta di un secondo portone simmetrico a quello originario; il balcone già esistente venne allungato e fu creato un androne ampio abbastanza per il transito delle carrozze. Anche gli ambienti interni vennero completamente ridisegnati, privilegiando il lato lungo il fiume, fino ad allora trascurato: scuderie, rimesse, cucine e scrittoio vennero spostate verso via Santo Spirito, mentre il nuovo scalone fu creato per portare al primo piano panoramico dove venne realizzato un appartamento da rappresentanza, con saloni e salotti. Lo loggia nel giardino risale a questo periodo e fu necessaria per ampliare la superficie edificabile senza sacrificare lo spazio verde al pian terreno.
Ulteriori lavori sono documentati al 1884. Negli anni di Bertarelli (1937) il palazzo era sede del R. Automobile Club. 
La facciata su via Santo Spirito venne così descritta da Mazzino Fossi: "questa parte è databile tra la fine del Cinquecento e gli inizi del Seicento ma è di più antica origine: da sotto l'intonaco appare, a tutti i piani, la muratura precedente in filaretto". 

### Il giardino
Il piccolo ma interessante giardino, già esistente all'epoca dei Capponi e abbellito dai Bardi di Vernio, si presenta ancora oggi secondo il disegno voluto dal Poggi, con una montagnola di sapore romantico che si innalza fino al primo piano e copre una grotticina artificiale. Un piccolo sentiero si snoda su questo dislivello, affiancato da aiuole cinte da basse siepi geometriche, fino alla terrazza sull'Arno, che offre una notevole vista sui lungarni, sul Ponte alla Carraia e il Ponte Santa Trinita. Nel punto più alto si trova un piccolo ninfeo a ridosso della parete, con pietre spugnose e conchiglie incrostate in stile settecentesco.
Al tempo del conte Pier Maria dei Bardi di Vernio, fra Sette e Ottocento  il giardino fu tra i più noti di Firenze grazie alle piante rare qui riunite, come il gelsomino di Goa, detto anche del Granduca, la Fuchsia coccinea, la Camelia japonica, la prima Magnolia grandiflora (piantata nel 1787, da Londra), la rosa nera (importata dalla Francia e fiorita verso il 1800), il Ginko biloba del 1784 (chiamato anche "albero dei quaranta scudi" per il suo altissimo prezzo).

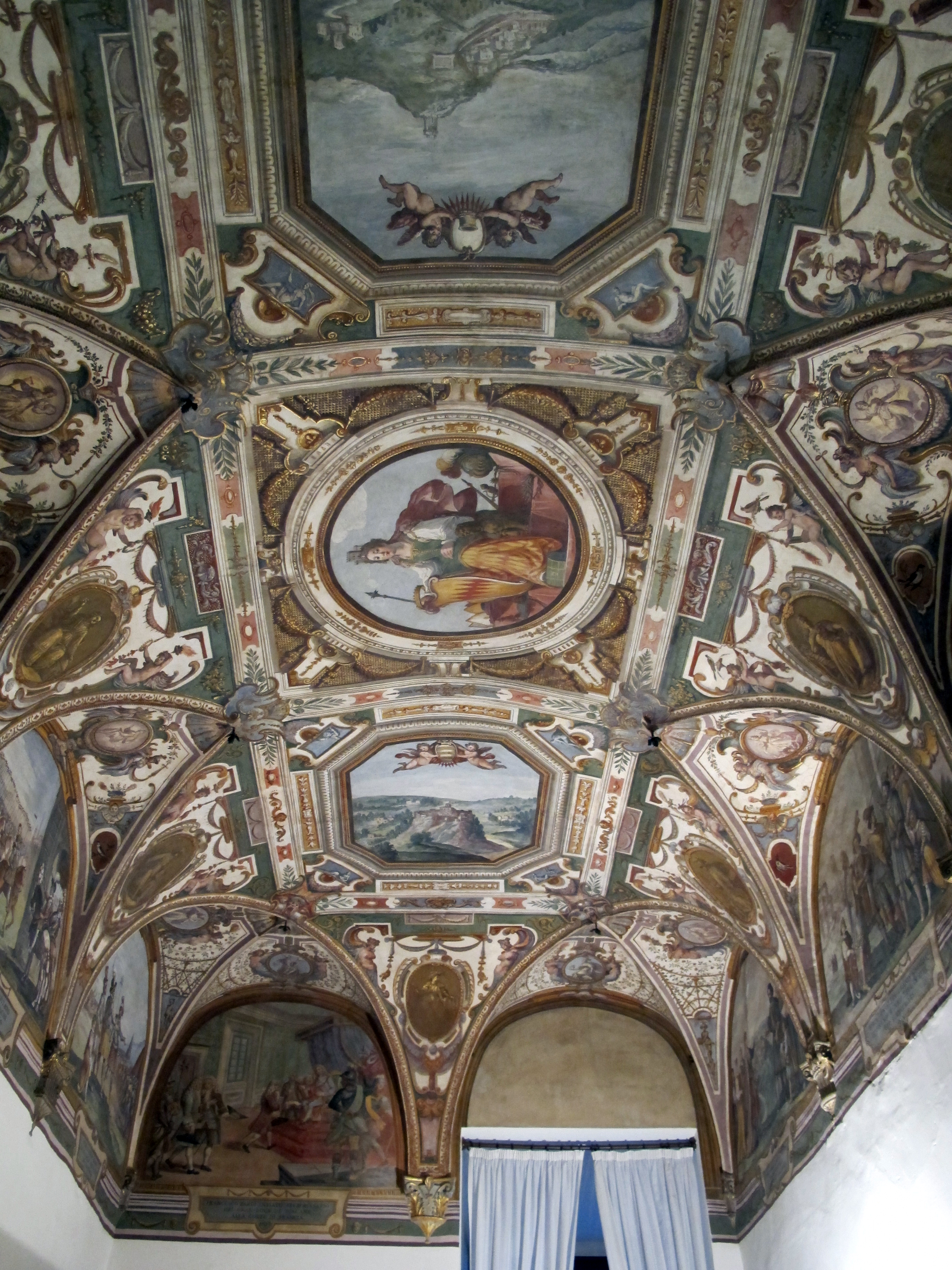
Sala del Trionfo di Casa Bardi